# Fridtjof Backer-Grøndahl

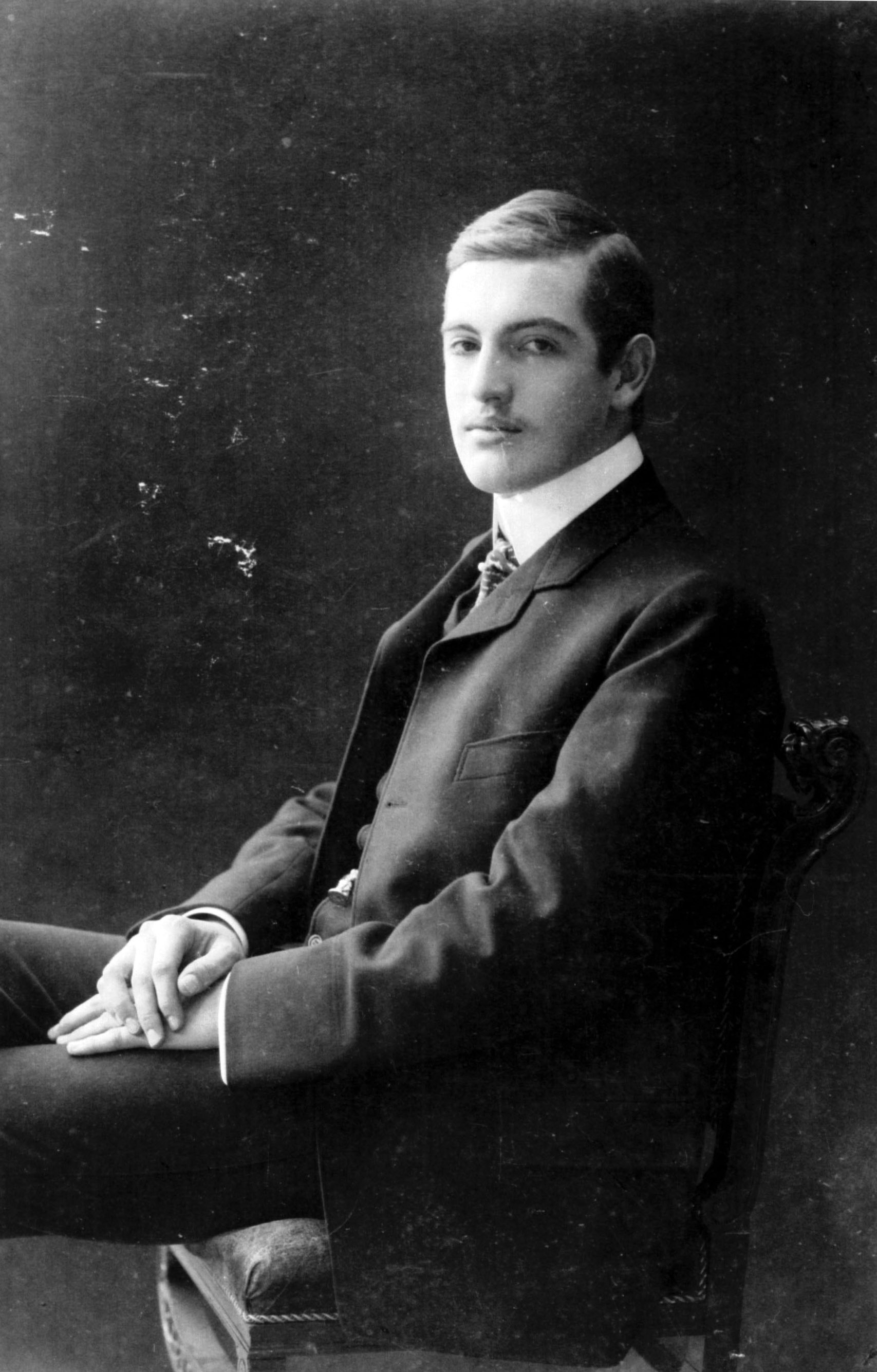
Fridtjof Backer-Grøndahl 1905

Fridtjof Backer-Grøndahl (* 15. Oktober 1885 in Vindern; † 21. Juni 1959 in Oslo) war ein norwegischer Pianist und Komponist.
Der Sohn des Chorleiters und Gesangspädagogen Olaus Andreas Grøndahl und der Pianistin und Komponistin Agathe Ursula Backer und Neffe der Malerin Harriet Backer wurde von seiner Mutter als Pianist ausgebildet und debütierte 1903 erfolgreich im Festsaal der Turnforneningen von Kristiania. Er setzte seine Ausbildung dann an der Königlichen Hochschule für Musik bei Ernst Rudorff und Karl Heinrich Barth fort und nahm privaten Unterricht bei Ernst von Dohnányi. Daneben studierte er Musiktheorie bei Robert Kahn und Komposition bei Philipp Scharwenka.
Edvard Grieg bestimmte ihn zum Solisten bei der Aufführung seines Klavierkonzerts 1906 in Amsterdam, ebenso bei seinem letzten öffentlichen Auftritt 1907 in Kiel. Im Oktober 1906 spielte er dieses Konzert außerdem unter der Leitung von Johan Svendsen. Da er zudem eine große Anzahl von Klavierwerken Griegs mit dessen Witwe Nina einstudierte, galt er als Bewahrer eine authentischen Aufführungspraxis dieser Kompositionen. Daneben standen Klavierwerke seiner Mutter und anderer zeitgenössischer norwegischer Komponisten und die Hauptwerke Beethovens, Chopins, Schumanns und Brahms’ im Mittelpunkt seines Repertoires.
Er gab Konzerte in den Niederlanden, Deutschland, Österreich, Italien, Frankreich und Schottland und lebte von 1920 bis 1930 in London, wo er sich neben seiner Konzerttätigkeit als Klavierlehrer betätigte und Vorlesungen über norwegische Musik am University College hielt. Dem englischen Publikum stellte er auch Hjalmar Borgströms Klavierkonzert Hamlet vor. Als Klavierbegleiter trat er mit Musikerinnen wie Elisabeth Munthe-Kaas, Bergliot Ibsen und Kathleen Parlow auf.
Backer-Grøndahls eigenes kompositorisches Werk besteht fast ausnahmslos aus Klavierstücken und Liedern, von denen ein großer Teil lediglich im Manuskript vorliegt. Er zeigte sich hier stark von Grieg, später auch von der spätromantischen Tradition Mitteleuropas beeinflusst.

## Werke
- 3 Klaverstykker, 1903
- Etude i C-dur for pianoforte. 1905
- 2 Klaverstykker, 1905
- Bryllupsvis (En Myrtekrans er skjøn at se), 1908
- 2 Klaverstykker, 1908
- Fantasistykker, 1908
- 3 Karakterstykker, 1910
- Spanske Stemninger, 1910
- Barnlige Billeder, 1916
- Tre Klaverstykker, 1917
- Stemninger, 1920
- Tre sanger, 1931
- Sju sanger, 1934–1935
- 4 sange, 1936
- Norge i brand for Kristus (Norge i flammer), 1936
- 7 sange, 1937
- 3 sange, 1940
- Julestemning (Glade jul), 1943
- Kjærlighedshymne, 1944
- Julekveld, 1944
- Tre klaverstykker, 1945
- Dreaming, 1945
- Scherzo (Trykkfeilsdjevelen), 1946